# Hans Finsler
Hans Finsler (Heilbronn, 7 de diciembre de 1891 - Zürich, 3 de abril de 1972) fue un fotógrafo suizoalemán, representante de la Nueva Objetividad. que, a pesar de su formación artística, se inició en la fotografía de modo autodidacta.

## Biografía
Finsler realizó sus estudios primarios y secundarios en Zúrich, aunque vivió parte de su juventud en Alemania. Su abuelo era fotógrafo. Comenzó los estudios de Arquitectura en Stuttgart y Múnich, pero finalmente se pasó a Historia del Arte en la capital bávara y prosiguió con esta especialidad en Berlín. Algunos de sus profesores fueron Fritz Burger, Heinrich Wölfflin, que le enseñó "Análisis de imagen" y Paul Frankl.
En 1922 se trasladó a Halle, donde trabajó como bibliotecario y se graduó en Publicidad, trabajó como bibliotecario y profesor de historia del arte y se introdujo en la fotografía de modo autodidacta. En 1927 regresó a Berlín para realizar un voluntariado en la Sociedad de la Nueva Fotografía y poder profundizar en su aprendizaje fotográfico.
Tras participar en una exposición en Stuttgart en 1928 con gran cantidad de obra de buena calidad, fue llamado para impartir clases en Zúrich, adonde se trasladó y, para preparar sus cursos, montó su propio estudio de fotografía de tema industrial y de productos.
Creó en Zúrich el departamento fotográfico de la Kunst Gewerbeschule (Escuela de artesanado artístico), donde se formaron numerosos fotógrafos, e impartió clases a decenas de ellos como Werner Bischof, René Burri, Philipp Giegel, Renate Meyer, Irene Stern, Emil Maurer, Ernst Scheidegger, Serge Stauffer, Heinrich Koch y muchos otros.
Se jubiló en 1958 y en 1971 hizo su primera publicación: un pequeño libro donde explica sus teorías de la fotografía. Murió un año después en Zúrich.

## Exposiciones (selección)
- 2003. Suiza constructiva (colectiva). Museo Reina Sofía.Madrid[5]